# This One’s for You
This One’s For You — дебютный студийный альбом американского кантри-музыканта Люка Комбса, который вышел 2 июня 2017 года на лейбле Columbia Nashville. Альбом достиг первого места в кантри-чарте Top Country Albums и четвёртого в американского хит-параде Billboard 200. Первые пять синглов стали чарттопперами в кантри-чарте (исторический рекорд): «Hurricane», «When It Rains It Pours», «One Number Away», «She Got the Best of Me» и «Beautiful Crazy». Делюксовое переиздание с названием This One’s for You Too вышло 1 июня 2018 с пятью дополнительными треками.

## История
Комбс стал соавтором всех двенадцати песен на дебютном альбоме. Он сказал в интервью газете «Nash Country Daily», что считает свой диск «хорошим резюме того, кем я являюсь», и «я не думаю, что есть хотя бы один трек, который звучит так же, как другой».
Альбом дебютировал в июне 2017 года на позиции № 5 в основном американском хит-параде Billboard 200 с тиражом 35,000 копий а вместе с треками и стримингом 43,000 единиц. Он также дебютировал на первом месте кантри-чарта Top Country Albums. Через неделю добавил к тиражу ещё 8,700. Альбом получил золотую сертификацию RIAA 30 ноября 2017 года. В июне 2018 года альбом вернулся на место № 1 в Top Country Albums с тиражом 55,000 эквивалентных альбомных единиц (включая 23,000 традиц. альб. продаж).
К июню 2018 года тираж достиг 254,700 копий в США.
Делюксовое переиздание альбома под названием This One’s for You Too в июне 2018 года достигло позиции № 4 в Billboard 200.
8 марта 2019 года альбом получил 2-кратную платиновую сертификацию Recording Industry Association of America (RIAA) за суммарный тираж (продажи и альбомные эквивалентные единицы) более чем 2 млн единиц. К апрелю 2019 года тираж альбома составил 420,800 копий в США.
27 октября 2018 года Luke Combs стал первым сольным исполнителем, у которого первые четыре подряд сингла возглавили кантри-чарт Country Airplay («She Got the Best of Me»). Впервые он это сделал с дебютным хитом «Hurricane» (2 недели № 1 с 27 мая 2017 года), затем «When It Rains It Pours» (2 недели № 1 с 4 ноября 2017) и «One Number Away» (№ 1 с 9 июня 2018). Комбс третий исполнитель с более чем 4 дебютными чарттопперами в Country Airplay после начала работы этого чарта с января 1990 года и первый после группы Florida Georgia Line (их первые четыре сингла были № 1 в 2012—2014 годах: «Cruise», «Get Your Shine on», «Round Here» и «Stay») и дуэта Brooks & Dunn (их первые четыре сингла были № 1 в 1991—1992 годах: «Brand New Man», «My Next Broken Heart», «Neon Moon» и «Boot Scootin' Boogie»). Из солистов ранее сходное достижение было в последний раз в 1989 году, когда Clint Black лидировал в Hot Country Songs с хитами «Better Man», «Killin' Time», «Nobody’s Home» и «Walkin' Away».
В апреле 2019 года альбом находился 30-ю неделю на первом месте кантри-чарта Top Country Albums, став одиннадцатым диском с таким достижением, начиная с 1964 года и впервые после Need You Now группы Lady Antebellum (31 неделя на позиции № 1 в 2010-11 годах). Также он первый альбом сольного певца-мужчины с таким показателем за 25 лет, впервые после Some Gave All (Billy Ray Cyrus, 34 недели в 1992-93), опередив 29-недельное лидерство двух других певцов: Traveller (Chris Stapleton, 2015-17) и Not a Moment Too Soon (Tim McGraw, 1994).
18 мая 2019 года альбом This One’s For You 34-ю неделю возглавлял кантри-чарт Top Country Albums. Это седьмой результат в истории, сравнимый с диском Some Gave All (Billy Ray Cyrus, 34 недели на № 1 в 1992—93). С альбома This One’s For You вышло пять чарттопперов Country Airplay подряд (рекорд): «Hurricane», «When It Rains It Pours», «One Number Away», «She Got the Best of Me» и «Beautiful Crazy» (и на подходе «Beer Never Broke My Heart»).
20 июля 2019 года альбом This One’s For You уже 41-ю неделю возглавлял кантри-чарт Top Country Albums и догнал диск певца Гарта Брукса No Fences, который также 41 неделю лидировал в 1990 году. Лидерами чарта (начатого в 1964 году) остаются два альбома: Come On Over (Шэнайя Твейн, 1997, 50 недель на первом месте), и Randy Travis (Always & Forever , 1987, 43 недель на первом месте).

## Отзывы
Стивен Томас Эрлевайн из AllMusic оценил альбом на 3,5 из 5 звёзд, хваля эту балладу и отмечая связь между традиционными и более современными наклонностями в музыке Комбса. Чак Дофин из Sounds Like Nashville отметил вокал Комбса и содержание его текстов.
Журнал Rolling Stone назвал This One’s for You одним из 40 лучших кантри-альбомов 2017 года.
Журнал Rroughstock назвал This One’s for You одним из 25 лучших кантри-альбомов 2017 года.

## Список композиций
| №                   | Название                       | Автор(ы)                                                  | Длительность |
| ------------------- | ------------------------------ | --------------------------------------------------------- | ------------ |
| 1.                  | «Out There»                    | Люк Комбс Jacob Bryant Ray Fulcher James McNair           | 3:23         |
| 2.                  | «Memories Are Made Of»         | Комбс Fulcher Cody Webb                                   | 3:36         |
| 3.                  | «Lonely One»                   | Комбс Erin O'Keefe Drew Parker                            | 3:26         |
| 4.                  | «Beer Can»                     | Комбс Fulcher McNair                                      | 3:30         |
| 5.                  | «Hurricane»                    | Комбс Thomas Archer Taylor Phillips                       | 3:43         |
| 6.                  | «One Number Away»              | Комбс Sammy Mitchell Steven Andre Battey Robert Williford | 3:42         |
| 7.                  | «Don't Tempt Me»               | Комбс Joseph Costa Williford                              | 3:31         |
| 8.                  | «When It Rains It Pours»       | Комбс Fulcher Jordan Walker                               | 4:02         |
| 9.                  | «This One's for You»           | Комбс Fulcher Pat Cooper                                  | 3:51         |
| 10.                 | «Be Careful What You Wish For» | Комбс Fulcher Rob Crosby                                  | 2:55         |
| 11.                 | «I Got Away with You»          | Комбс Fulcher Tyler Reeve                                 | 3:50         |
| 12.                 | «Honky Tonk Highway»           | Комбс Crosby Fulcher                                      | 3:30         |
| Общая длительность: | Общая длительность:            | Общая длительность:                                       | 42:59        |

| №                   | Название                    | Автор(ы)                               | Длительность |
| ------------------- | --------------------------- | -------------------------------------- | ------------ |
| 13.                 | «Houston, We Got a Problem» | Комбс Randy Montana Jonathan Singleton | 3:12         |
| 14.                 | «Must've Never Met You»     | Комбс Singleton Robert Williford       | 3:19         |
| 15.                 | «Beautiful Crazy»           | Комбс Wyatt Durrette Williford         | 3:13         |
| 16.                 | «A Long Way»                | Комбс Sam Grayson Larry McCoy          | 3:37         |
| 17.                 | «She Got the Best of Me»    | Комбс Rob Snyder Channing Wilson       | 3:03         |
| Общая длительность: | Общая длительность:         | Общая длительность:                    | 59:16        |

## Чарты
| Чарт (2017—2023)                         | Высшая позиция |
| ---------------------------------------- | -------------- |
| Австралия (ARIA)                         | 7              |
| Канада (Canadian Albums Chart)           | 10             |
| Ирландия (Irish Albums Chart)            | 38             |
| Новая Зеландия Heatseeker Albums (RMNZ)  | 7              |
| Новая Зеландия (RMNZ)                    | 22             |
| Норвегия (VG-lista)                      | 25             |
| Шотландия (Scottish Albums Chart)        | 98             |
| Великобритания (UK Albums Chart)         | 83             |
| Великобритания (UK Digital Albums Chart) | 63             |
| США Billboard 200                        | 4              |
| США Top Country Albums (Billboard        | 1              |

| Чарт (2018)                              | Высшая позиция |
| ---------------------------------------- | -------------- |
| Шотландия (Scottish Albums Chart)        | 74             |
| Великобритания (UK Digital Albums Chart) | 77             |
| Великобритания (UK Country Albums Chart) | 5              |

| Чарт (2017)                   | Позиция |
| ----------------------------- | ------- |
| US Billboard 200              | 109     |
| US Country Albums (Billboard) | 14      |

| Чарт (2018)                      | Позиция |
| -------------------------------- | ------- |
| Australian Albums (ARIA)         | 42      |
| Australian Country Albums (ARIA) | 3       |
| Canadian Albums (Billboard)      | 36      |
| US Billboard 200                 | 20      |
| US Country Albums (Billboard)    | 1       |

| Чарт (2019)                       | Позиция |
| --------------------------------- | ------- |
| Australian Albums (ARIA)          | 19      |
| Canadian Albums (Billboard)       | 18      |
| US Billboard 200                  | 11      |
| US Top Country Albums (Billboard) | 1       |

| Чарт (2020)                       | Позиция |
| --------------------------------- | ------- |
| Australian Albums (ARIA)          | 17      |
| Canadian Albums (Billboard)       | 19      |
| US Billboard 200                  | 22      |
| US Top Country Albums (Billboard) | 2       |

| Чарт (2021)                       | Позиция |
| --------------------------------- | ------- |
| Australian Albums (ARIA)          | 24      |
| Canadian Albums (Billboard)       | 24      |
| US Billboard 200                  | 29      |
| US Top Country Albums (Billboard) | 3       |

| Чарт (2022)                       | Позиция |
| --------------------------------- | ------- |
| Australian Albums (ARIA)          | 19      |
| Canadian Albums (Billboard)       | 22      |
| US Billboard 200                  | 32      |
| US Top Country Albums (Billboard) | 4       |

| Чарт (2023)                       | Позиция |
| --------------------------------- | ------- |
| Australian Albums (ARIA)          | 14      |
| Canadian Albums (Billboard)       | 15      |
| New Zealand Albums (RMNZ)         | 48      |
| US Billboard 200                  | 31      |
| US Top Country Albums (Billboard) | 7       |

## Сертификации
| Регион | Сертификация  | Продажи                 |
| --- | ------------- | ----------------------- |
| Австралия (ARIA) | 3× Платиновый | 210 000                 |
| Канада (Music Canada) | 6× Платиновый | 480 000                 |
| Новая Зеландия (RMNZ) | 2× Платиновый | 30 000                  |
| Норвегия (IFPI Norway) | Платиновый    | 20 000*                 |
| Швеция (GLF) | Золотой       | 15 000                  |
| Великобритания (BPI) | Золотой       | 100 000                 |
| США (RIAA) | 6× Платиновый | 6,000,000†† / 2,694,000 |
| * Данные о продажах приведены только на основе сертификации. · Данные о продажах + прослушиваниях приведены только на основе сертификации. |               |                         |